# Stanisław Lem

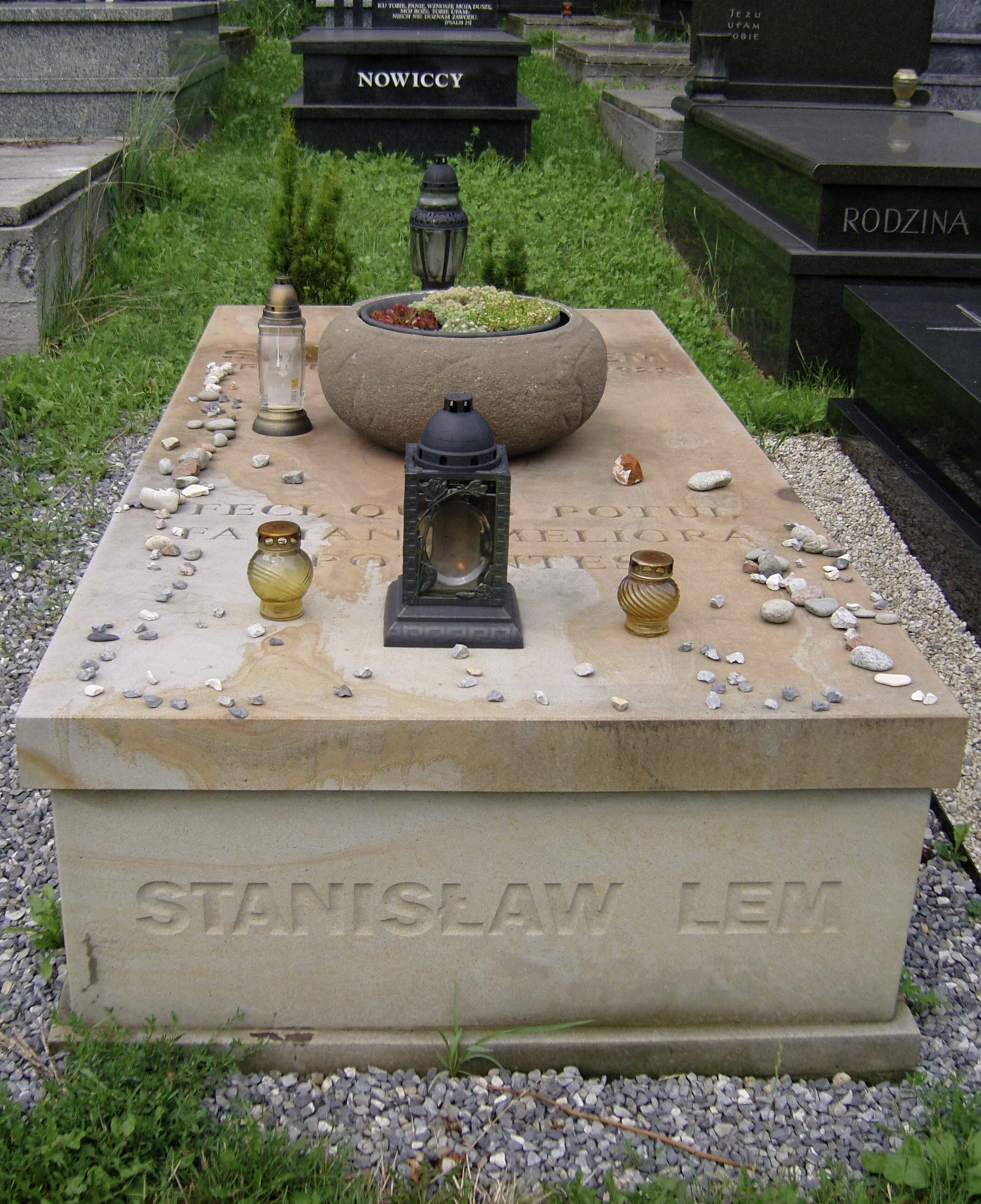
Hrob Stanisława Lema v Krakově

Stanisław Herman Lem (12. září 1921 Lvov – 27. března 2006 Krakov) byl polský spisovatel, filozof, lékař, futurolog a satirik, světoznámý autor sci-fi. Jeho knihy byly přeloženy do 40 jazyků a prodalo se přes 27 milionů výtisků. Jeho dílo ovlivnilo nejen polskou, ale i světovou vědecko-fantastickou literaturu.

## Životopis

### Lvov - dětství a dospívání
Stanisław Lem byl jediným synem zámožného lvovského lékaře otorhinolaryngologa Samuela Lema a Sabiny Lemové (rozené Wollnerové). Malý Stanisław byl velmi bystrým dítětem, číst se naučil již ve svých 4 letech. Rád si prohlížel otcovy anatomické atlasy a později četl knihy známých autorů jako Karl May, Jules Verne a Rudyard Kipling.
Do roku 1931 navštěvoval základní školu Stanisława Żółkiewského a poté přešel na gymnázium Karla Szajnochy. Stanisław Lem byl spíše samotář. Měl silnější postavu, což souviselo s jeho náklonností k cukroví - za bonbony utrácel většinu peněz, které příležitostně dostal. Později si začal kupovat různá mechanická a elektrická zařízení a rozvinula se u něj vášeň pro konstruktérství. V tom jej podporoval i otcův starší bratr, advokát, jenž mu půjčoval technické encyklopedie. Ve 12 letech dostal od otce psací stroj, na němž později napsal svá první literární díla. Zároveň dostal originální nápad - vytvářet si legitimace. Začal si vyrábět všelijaké průkazy a doklady, opatřoval je razítky a pečetěmi a vytvořil si tak svůj fiktivní svět. Zjistil, že je možné vymýšlet neexistující skutečnosti a události, v tomto momentě lze spatřovat počátky jeho vědeckofantastické tvorby.
Na gymnáziu dobře prospíval v rodném jazyce (měl v oblibě slohové práce). Potíže mu činila matematika, kterou tu krátce učil i známý filosof Roman Ingarden.
V 17 letech začal psát verše, avšak během okupace o ně přišel. Jeho oblíbenými básníky byli Bolesław Leśmian a Rainer Maria Rilke.
V Sověty okupovaném Lvově se zkoušel dostat na lvovskou polytechniku, ale přestože složil přijímací zkoušky, nebyl přijat kvůli svému buržoaznímu původu.
Díky otcovým známostem se mu podařilo zahájit studia na Lvovské lékařské univerzitě, která však přerušila válka a německá okupace. Za války pracoval jako automechanik a svářeč a byl členem odboje. V roce 1944, kdy do Lvova opět vkročila Rudá armáda, ve studiích pokračoval.

### Přesun do Krakowa
Po válce bylo rozhodnuto, že Lvov bude připojen k Sovětskému svazu, a Lemovi rodiče se synem zvolili odjezd do Krakowa.
Mladý Stanisław Lem zde začal studovat medicínu na Jagellonské univerzitě. Po ukončení studia však nepřistoupil k závěrečné zkoušce, aby se vyhnul službě vojenského lékaře, a obdržel pouze diplom, že ukončil studia (nikoli lékařský diplom).
V roce 1946 začal psát beletrii, vyšly mu první povídky a v časopise Nový svět novela na pokračování Marťan.
V letech 1947–1950 pracoval jako mladší asistent ve vědeckém semináři vedeném doktorem Mieczysławem Choynowskim. Ten Lema nutil učit se anglicky a půjčoval mu knihy z USA a Kanady. Stanisława velmi zaujalo dílo Kybernetika aneb Řízení a sdělování u organismů a strojů Norberta Wienera. Lemův výrazný zájem o kybernetiku vyústil v napsání knihy, která vyšla v roce 1957 v nepatrném nákladu s plným titulem: Dialogy o atomovém zmrtvýchvstání, teorii nemožnosti, filosofických přínosech kanibalismu, smutku ve zkumavce, kybernetické psychoanalýze, elektrické reinkarnaci duší, zpětných vazbách evoluce, kybernetické eschatologii, charakteru elektrických sítí, falešnosti elektromozků, věčném životě v bedně, konstruování géniů, epilepsii kapitalismu, řídících strojích, projektování společenských systémů od Stanisława Lema.

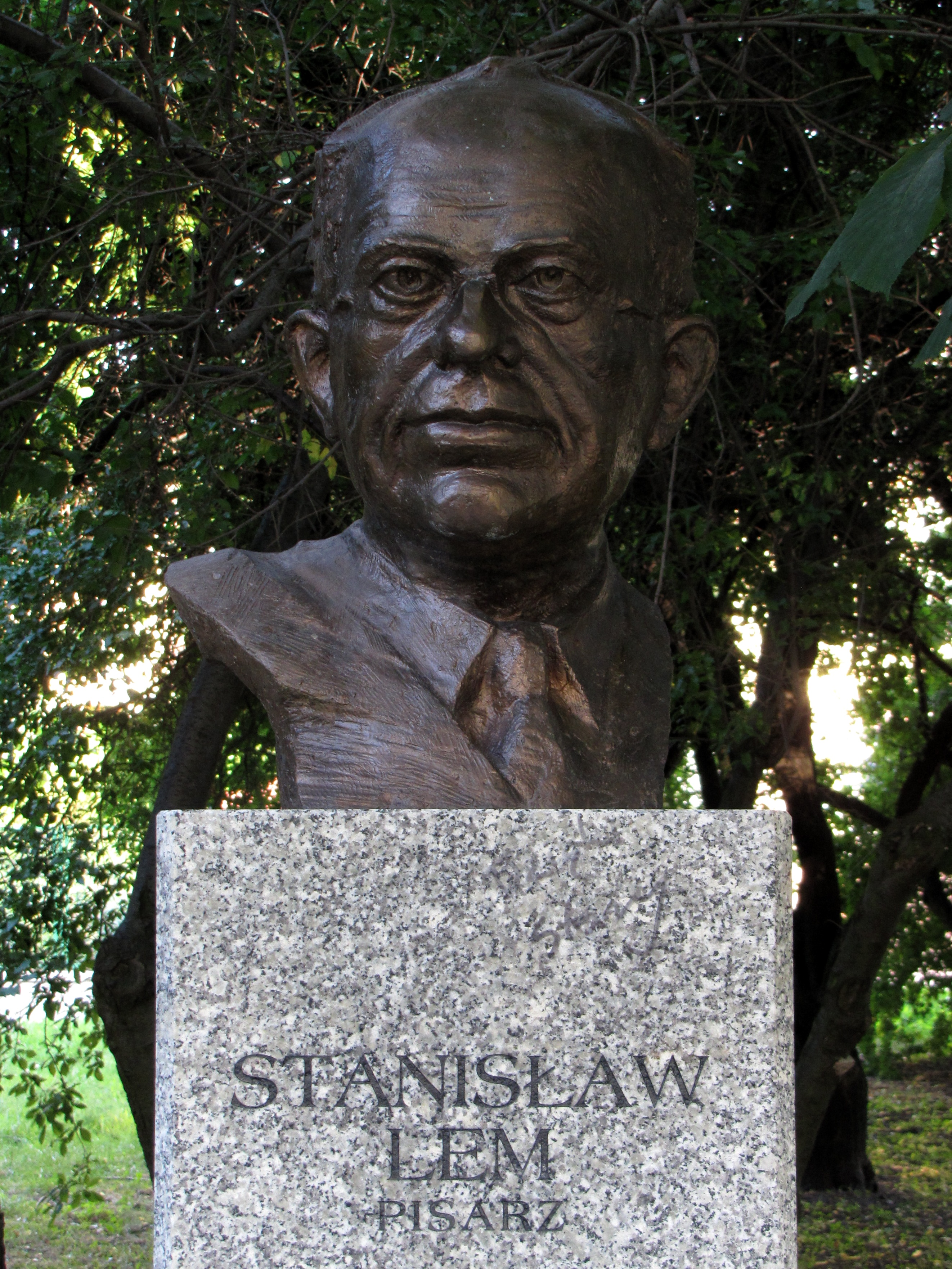
Busta Stanisława Lema v polských Kielcích

### Období od 50. let
V roce 1953 se oženil s Barbarou Leśniakovou. Společně začali jezdit do zahraničí, Stanisław Lem byl řadovým členem Svazu polských spisovatelů a během výjezdů pořádaných Svazem navštívili manželé např. Jugoslávii, Československo, NDR a Sovětský svaz.
Lem trpěl sennou rýmou a v létě jezdíval na několik týdnů do polského podtatranského města Zakopane, aby se zde věnoval literární tvorbě. V zimě sem jezdil s manželkou lyžovat. V roce 1968 se manželům Lemovým narodil syn Tomasz.
Kolem roku 1973 navázal Stanisław Lem kontakt s rakouským vydavatelem časopisu Quarber Merkur Franzem Rottensteinerem. Později se mezi nimi vyvinula úzká spolupráce a Rottensteiner se stal Lemovým významným propagátorem v německém jazykovém prostředí.
Lem se stal populárním nejen ve východním bloku, ale i např. v USA, kde mu v roce 1970 vyšel román Solaris. Stal se zakládajícím členem Polské astronautické společnosti a později se stal členem Polské kybernetické společnosti.
Začátkem osmdesátých let probíhala Polskem vlna stávek vyvolaná odborovým hnutím Solidarita. V prosinci 1981 byl vyhlášen výjimečný stav, občanská práva byla potlačena. Lem i s rodinou opustil Polsko a usadil se ve Vídni. Působil zde v rakouském literárním institutu a opět se věnoval sci-fi příběhům prokládaným filosofickými úvahami. Polský publicista Stanisław Bereś vedl v první polovině 80. let s Lemem dlouhé rozhovory, které později shrnul do publikace Hovory se Stanisławem Lemem.
Lem se nezřekl své vlasti nadobro, vždy tvrdil, že se chce vrátit a v roce 1988 návrat do Krakowa uskutečnil. Zde také v roce 2006 zemřel ve věku 84 let na srdeční selhání. Byl pochován na místním hřbitově Cmentarz Salwatorski.

## Charakteristika Lemova díla
Svou prvotinu vydal v roce 1946, nicméně za hlavní dílo své rané tvorby považoval Stanisław Lem Dům proměnění - první část třídílného románu Nepromarněný čas. Není vyloučeno, že by u vážných soudobých témat zůstal, nebýt peripetií s vydáním tohoto díla.
Příklonu k sci-fi literatuře napomohlo setkání s ředitelem vydavatelství Czytelnik J. Panskim a rychlé vydání knihy Astronauti. Lem zjistil, že na knižním trhu je mezera, způsobená absencí dostatečné literární odezvy na mnoho nových technologických objevů (např. atomová energie, raketová technika). Právě motiv atomového konfliktu lze nalézt v několika autorových dílech, kde vyjadřuje obavy z možného zneužití těchto technologií.
Dalším výrazným rysem v tvorbě je užití kybernetiky. Z hlediska četnosti výskytu je tento motiv nejvýznamnější, je založen na důkladných znalostech datujících se od chvíle seznámení se s knihou Kybernetika aneb Řízení a sdělování u organismů a strojů Norberta Wienera. Víra, že kybernetické mozky jednoho dne předčí lidské, patří ke konstantám Lemových názorů.
Jeho nejslavnější díla pocházejí ze šedesátých a sedmdesátých let 20. století. Od prvotního ovlivnění (částečně i vynuceného komunistickými programy) socialistickým realismem se jeho díla postupně stávala kombinací čistokrevné technologické sci-fi a filozofických úvah. Druhým typem Lemova díla jsou sci-fi bajky a pohádky, které kontrastují s jeho vážnými a přemítavými romány. Ty s žánrem vědecké beletrie sdílí v podstatě jenom prostředí a jejich podstatou a též důvodem, proč je Lem psal, pravděpodobně bude autorova potřeba odpočinutí, uvolnění a odlehčení jeho často tíživých, přemítavých, filosoficky laděných sci-fi románů.
V Lemových dílech se postupně objevují dvě postavy, které později objevují i v dalších textech. Je to především pilot Pirx, se kterým čtenáři překonávají různé technické nástrahy, které čekají na lidi budoucnosti, a Ijon Tichý, který při svých kosmických výpravách navazuje kontakty s mimozemskými civilizacemi. Prostřednictvím deníků Ijona Tichého (je přirovnáván k baronu Prášilovi) nastavuje autor ironické zrcadlo lidské civilizaci.
Hned v několika Lemových dílech se dá vysledovat společný prvek a tím je téma kontaktu lidí s mimozemskou civilizací, respektive obtížnost a někdy až neschopnost či dokonce nemožnost jeho navázání, dané přílišnou odlišností mezi pozemským a mimozemským životem.
Byl autorem řady rozhlasových her, televizních inscenací, filmových scénářů.

## Dílo

### Romány

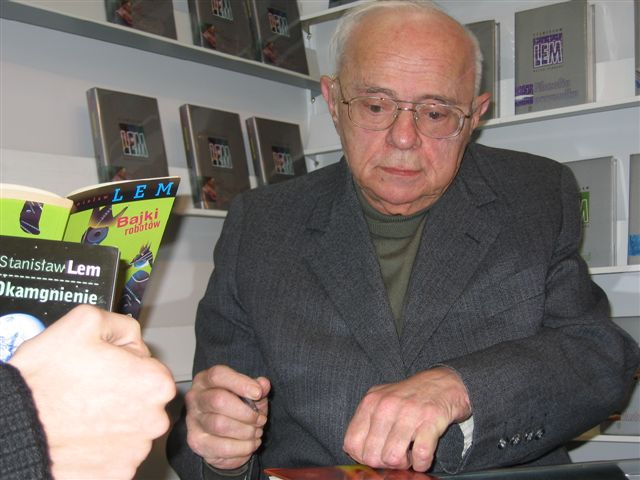
Stanisław Lem v Krakově, 30. 10. 2005

- Marťan - polsky Człowiek z Marsa (1946), raná novela o přistání mimozemského návštěvníka z Marsu na Zemi.
- Astronauti - polsky Astronauci (1951), zfilmováno v koprodukci Polsko/NDR. V 21. století je nalezen záznam z mimozemské rakety, která explodovala a způsobila tunguzskou katastrofu. Záznam je dešifrován a vyjde najevo, že raketa přiletěla z Venuše. Ze Země je na Venuši vyslána vesmírná expedice, které se účastní i pilot Smith. Na planetě lidé naleznou stopy civilizace, která chtěla provést invazi na Zemi, ale zanikla kvůli atomovému konfliktu.
- Nepromarněný čas - polsky Czas nieutracony (1955). Třídílný román z válečného Polska. První díl Dům proměnění se odehrává v psychiatrické léčebně, kde pobývá dr. Třinecký. Němci ústav zničí a pacienty zabijí. Druhý díl Mezi mrtvými začíná biografií venkovského chlapce Wilka s geniálním nadáním pro matematiku, jenž se zapojí do protifašistického odboje. Je zatčen a popraven. Dr. Třinecký žije ve městě a při protižidovském pogromu je též zatčen a odeslán do koncentračního tábora. Třetí díl Návrat je situován do bezprostředního poválečného období. Přeživší protagonisté předchozích dílů se účastní divokého poválečného politického dění.
- K Mrakům Magellanovým - polsky Obłok Magellana (1955), některé motivy z románu použity v československém filmu Ikarie XB 1
- Planeta Eden - polsky Eden (1959). Na cizí planetě nouzově přistane pozemská kosmická loď. Její posádka se setkává s mnoha pro ně nepochopitelnými jevy a posléze i s místními obyvateli. Pokus o navázání kontaktu se zdaří jen částečně.
- Vyšetřování - polsky Śledztwo (1959). Román s detektivními prvky. Inspektor Gregory vyšetřuje záhadné přesuny mrtvol na anglickém venkově, ale veškeré pokusy o logické vysvětlení selhávají.
- Deník nalezený ve vaně - polsky Pamiętnik znaleziony w wannie (1961). Po globální katastrofě, způsobené zánikem papíru, jsou v protiatomovém krytu nalezeny nějaké zápisky. V krytu se vytvořil uzavřený mikrosvět s paranoidní atmosférou.
- Návrat z hvězd - polsky Powrót z gwiazd (1961), příběh pilota hvězdoletu vrátivšího se z vesmírné mise na Zemi líčí jeho problémy s adaptací na nové nezvyklé prostředí.
- Solaris (1961), na planetě Solaris zkoumají lidé zvláštní inteligentní oceán, možnost kontaktu naráží na velké bariéry a vede až k duševnímu rozvratu vědců. Román byl třikrát zfilmován.
- Nepřemožitelný - polsky Niezwyciężony (1964). Hvězdolet Nepřemožitelný je vyslán na planetu Regis III, aby zde pátral po ztracené sesterské lodi Kondor. Nalezne ji po několika dnech pátrání. Systémy lodě jsou nepoškozené, avšak posádka je mrtvá. Zahynula za podivných okolností. Posádku i místní život na souši zničil podivný kovový hmyz, který se vyvinul neorganickou evolucí z robotů zaniklé mimozemské civilizace a jeho prioritou je zničení všeho organického života na planetě.
- Pánův hlas - polsky Głos Pana (1968). Profesor Hogarth vypráví o utajeném výzkumu zachycených signálů z vesmíru. Dojde k několika objevům, ale podstata stále uniká.
- Rýma - polsky Katar (1976). Román s detektivními prvky. Bývalý americký astronaut pátrá po příčinách záhadných úmrtí amerických turistů v Itálii. Při imitaci jejich chování se málem sám stane obětí. Pachatel se nenajde, za příčinu je označena kombinace řady faktorů.
- Wizja lokalna - (1982). Nevyšla v češtině, název lze přeložit jako "Místní vize". Ijon Tichý navštíví švýcarský ústav, kde počítače modelují historický i jazykový vývoj planety Encie, kterou Tichý v minulosti navštívil. Vydá se tam ověřit tyto hypotézy. Na planetě žijí v symbióze inteligentní potomci ptáků s velkými zvířaty zvanými Kurdlové.
- Mír na Zemi - polsky Pokój na Ziemi (1987). Země je odzbrojena, vývoj zbraní je přesunut na Měsíc, kde probíhá automaticky bez lidské přítomnosti. Ijon Tichý je vyslán na Měsíc, aby zkontroloval stav. Něco se s ním však stane, takže si nemůže vybavit, co zjistil. Začnou se o něj zajímat tajné služby. Na Měsíci došlo k samovývoji počítačových virů, které Tichý zavlekl na Zemi, kde způsobily pořádný chaos.
- Fiasko - (1987). Na Saturnově měsíci Titanu přistane pilot Parvis, aby zde pátral po zmizelých lidech (mj. po pilotu Pirxovi). Během plnění mise je zmrazen. Po letech je oživen na kosmické lodi, která letí na vzdálenou planetu navázat kontakt s nedávno zjištěnou mimozemskou civilizací. Ta však kontakt odmítá, ale lidé si jej vynucují s katastrofálními následky.

### Sbírky povídek
- Sezam (1954), v originále Sezam i inne opowiadania, soubor 6 povídek (v polském originálu je povídek 7).
- Hvězdné deníky - polsky Dzienniki gwiazdowe (1957). 15 cest vesmírného dobrodruha Ijona Tichého. V jedné z nich je naznačováno, že lidstvo vzniklo omylem jako důsledek lajdáctví mimozemšťanů.
- Invaze z Aldebaranu (1959), soubor obsahuje celkem 9 povídek.
- Vzpomínky Ijona Tichého - polsky Księga robotów (1961), sbírka 9 povídek (polský originál obsahuje některé povídky navíc).
- Bajky robotů - polsky Bajki robotów (1964), sbírka 14 povídek: Tři elektrytíři; Uranové uši; Jak Erg Transformátor bleďocha přemohl; Dva netvoři; Bílá smrt; Jak Mikromil a Gigantin počali úprk mlhovin; bajka o počítači, který bojoval s drakem; Rádci krále Hydropse; Automatoušův přítel; Král Globares a mudrci; Bajka o králi Murdasovi; Poklady krále Biskalara; Záhada; Z díla Cifrotikon, čili o srdečních deviacích, superfixacích a variacích. O princi Ferritovi a princezně Krystalce.
- Kyberiáda - polsky Cyberiada (1965). Groteskní příběhy dvou robotů-konstruktérů, Trurla a Klapaciuse: Jak byl zachráněn svět; Trurlův stroj; Velký výprask; Sedm výprav Trurla a Klapaciuse; Výprava první čili Gargantuova lest; Výprava první (A) čili Trurlův elektrobard; Výprava druhá čili nabídka krále Kruťáka; Výprava třetí čili draci pravděpodobnosti; Výprava čtvrtá čili kterak Trurl zhotovil feminotron, aby prince Pantarktika zbavil milostného soužení, a jak použil později děckometu; Výprava pátá čili nezbedné kousky krále Baleriona; Výprava pátá (A) čili Trurlova rada; Výprava šestá čili jak Trurl a Klapacius stvořili démona druhého stupně, aby piráta Tlamsu přemohli; Výprava sedmá čili jak vlastní dokonalost byla Trurlovi na škodu; Bajka o třech strojích, které vyprávěly králi Genialonovi; Altruisin; Kobyště; Cifranova výchova; Opakování.
- Lov - polsky Polowanie (1965), sbírka 5 povídek: Lov; Neštěstí; Pirxovo vyprávění; Altruisin; Dva mladí lidé.
- Zachraňme vesmír - polsky Ratujmy kosmos i inne opowiadania (1966). Sbírka 9 povídek.
- Příběhy pilota Pirxe - polsky Opowieści o pilocie Pirxie (1968), povídka Přelíčení byla v roce 1978 zfilmována pod názvem Zkouška pilota Pirxe, šlo o polsko-sovětsko-estonský film, režie Marek Piestrak

### Literární hříčky
- Pomyslná velikost - polsky Wielkość urojona (1973). Úvody k neexistujícím knihám. Lem hýřil originálními nápady a protože je nestačil všechny zakomponovat do své tvorby, začal o nich konkrétně psát. Obdobným dílem je Dokonalá prázdnota, tyto 2 knihy vyšly i ve společném vydání.
- Dokonalá prázdnota - polsky Doskonała próżnia (1981). Recenze neexistujících knih.
- Golem XIV - (1984). Počítač Golem diskutuje s filosofy o Rozumu a světě a následně se odmlčí.

### Nonfiction
- Dialogy o atomovém zmrtvýchvstání, teorii nemožnosti, filosofických přínosech kanibalismu, smutku ve zkumavce, kybernetické psychoanalýze, elektrické reinkarnaci duší, zpětných vazbách evoluce, kybernetické eschatologii, charakteru elektrických sítí, falešnosti elektromozků, věčném životě v bedně, konstruování géniů, epilepsii kapitalismu, řídících strojích, projektování společenských systémů od Stanisława Lema - (1957). Rozpravy o možnostech kybernetiky formou platónského dialogu dvou postav, Hylase a Filonouse. Další vydání pod názvem Dialogy po 16 letech byla doplněna o tyto části: Ztracené iluze čili od intelektroniky k informatice; Aplikovaná kybernetika: Příklad z oblasti sociologie; Etika techniky a technika etiky; Biologie a hodnoty.
- Vstup na oběžnou dráhu - polsky Wejście na orbitę (1962). Výběr z fejetonů a článků publikovaných v letech 1954 - 1960.
- Summa technologiae (1964) - souhrn Lemových úvah o budoucím vývoji vědy, techniky a lidské civilizace stejně jako o možnosti existence mimozemské civilizace. Kosmogonické inženýrství. Napodobení přírodní evoluce, rekonstrukce člověka atd.
- Vysoký zámek - polsky Wysoki zamek (1966). Lemovy vzpomínky z rodného Lvova od nejstarších dětských až po ukončení gymnázia. S knihou vyšly i autorovy lyrické básně nazvané Verše z mládí.
- Filosofie náhody - polsky Filozofia przypadku (1968). Podtitul: Literatura ve světle empirie. Pojetí literárního útvaru jako sémantického jevu z hlediska čtenářské aktivity. Fenomenologická teorie literatury, sémantika, strukturální a selektivní informace, aplikace kybernetiky, jazyk díla a teorie kultury, biologické a stochastické modely literárního díla, strukturalismus.
- Fantastika a futurologie - polsky Fantastyka i futurologia (1970). Dvoudílná monografie o sci-fi především z anglosaské literatury. Kritický postoj k sci-fi.
- Rozpravy a náčrty - polsky Rozprawy i szkice (1975). Výběr z článků publikovaných v letech 1957 - 1974.
- Tajemství čínského pokoje - polsky Tajemnica chinskieho pokoju (1996), soubor esejů.

### Specifická česká vydání
- Futurologický kongres (1977), soubor 8 povídek.
- Hvězdné deníky II. (2000), vydalo nakladatelství Baronet.
- Sex Wars (2008), soubor esejů. Vydalo nakladatelství Akropolis.
- Invaze (2010), sborník sestavený Pavlem Weigelem, obsahuje povídky z vrcholného období Lemovy tvorby a dvě česky doposud nevydané práce.